# Подгородняя Покровка
Подгородняя Покровка — село в Оренбургском районе Оренбургской области. Административный центр Подгородне-Покровского сельсовета.В селе имеется любительская футбольная команда собранная местными жителями. Команда выступает в городском чемпионате "Форвард Лига" Лучшие игроки Королев Владимир Архипов Матвей Макаров Михаил , Фадеев Никита

## География
Село расположено на правом берегу Каргалки в 5 км от северо-западных окраин Оренбурга. Примыкает к автодороге Самара — Оренбург.
Часовой пояс
Село Подгородняя Покровка как и вся Оренбургская область, находится в часовой зоне МСК+2. Смещение применяемого времени относительно UTC составляет +5:00.

## Население
| 2002 | 2010  | 2021  |
| ---- | ----- | ----- |
| 3140 | ↗4394 | ↗7538 |